# Musée cantonal des beaux-arts de Lausanne
Pour les articles homonymes, voir Musée cantonal des Beaux-Arts.
 (décembre 2021).
Le Musée cantonal des Beaux-Arts (MCBA) est un musée d'art établi à Lausanne, dans le canton de Vaud, en Suisse. Anciennement situé dans le Palais de Rumine, il a déménagé dans le pôle muséal Plateforme 10 en 2019.

## Histoire

### Prémices de la collection d'art lausannoise
En 1808, l’aquarelliste vaudois Abraham-Louis-Rodolphe Ducros propose la création d'une école de dessin à Lausanne. Il offre de mettre à disposition à sa collection personnelle constituée d’œuvres italiennes des XVIIe et XVIIIe siècles, ainsi que de ses propres aquarelles, et ce à des fins d'étude. Le projet n'aboutit cependant pas. L'artiste meurt deux ans plus tard. Sa collection est acquise par le canton en 1816 et forme le fonds primitif du musée lausannois.

### Création du musée
Il faut attendre 1841 pour que soit réellement fondé le musée en tant qu'institution. Le peintre Marc-Louis Arlaud en est à l'initiative : il commande à l'architecte Louis Wenger la construction d'un bâtiment pour abriter le « Musée vaudois des Beaux-Arts » en bordure de la place de la Riponne (actuel Espace Arlaud). 
Le musée porte le nom d'Arlaud jusqu'en 1906, date à laquelle il prend son appellation actuelle de « Musée cantonal des beaux-Arts ».
Ce changement d'appellation coïncide avec l'installation du musée dans le palais de Rumine, tout récemment construit grâce à un legs de Gabriel de Rumine pour abriter la nouvelle université de Lausanne. Le bâtiment est l'oeuvre de l'architecte Gaspard André. Il est inauguré le 17 juillet 1906.

### Déménagement du musée à la plateforme 10
Les espaces disponibles au sein du palais de Rumine ne permettant pas de déployer l'ensemble des collections, un projet de nouveau musée est amorcé au cours des années 2000. Un premier projet prévoit l'installation du musée à Bellerive (au bord du lac Léman, à côté des Bains de Bellerive), mais le  30 novembre 2008, les citoyens du canton refusent le crédit d’étude de 390 000 francs destiné à finaliser le projet.
Le Conseil d'État vaudois retient finalement le 30 septembre 2009, la halle CFF des locomotives (à côté de la Gare de Lausanne) pour abriter le musée dans le cadre du projet de pôle muséal Plateforme 10, regroupant également Musée cantonal de la photographie (Photo Élysée) et le Musée de design et d'arts appliqués contemporains (Mudac). En 2011, le bureau Estudio Barozzi Veiga des architectes Fabrizio Barozzi et Alberto Veiga, basé à Barcelone, remporte le concours d'architecture international pour la construction du nouveau bâtiment du MCBA.  
Au printemps 2016, la halle historique des locomotives est partiellement détruite et le terrain est défriché. Le nouveau bâtiment est livré en avril 2019 et inauguré en octobre 2019. 
Dans le nouveau bâtiment, le Musée cantonal des Beaux-Arts bénéficie de près du triple d'espaces d'exposition en comparaison de ce dont il disposait par le passé au Palais de Rumine. Les deux niveaux supérieurs du bâtiment sont entièrement dédiés aux œuvres avec une aile pour l’accrochage permanent sur 1 700 m2 et l’autre pour les expositions temporaires sur 1 300 m2. Chaque aile distribue des salles basses et hautes, respectivement à 4,5 et 5,5 mètres de hauteur de plafond, et une variété d’éclairage, zénithal et latéral. 

Le bâtiment accueille aussi la collection et les collaboratrices de la Fondation Toms Pauli, ainsi que les archives et les bureaux de la Fondation Félix Vallotton.

Les bâtiments successifs du musée cantonal des beaux-arts
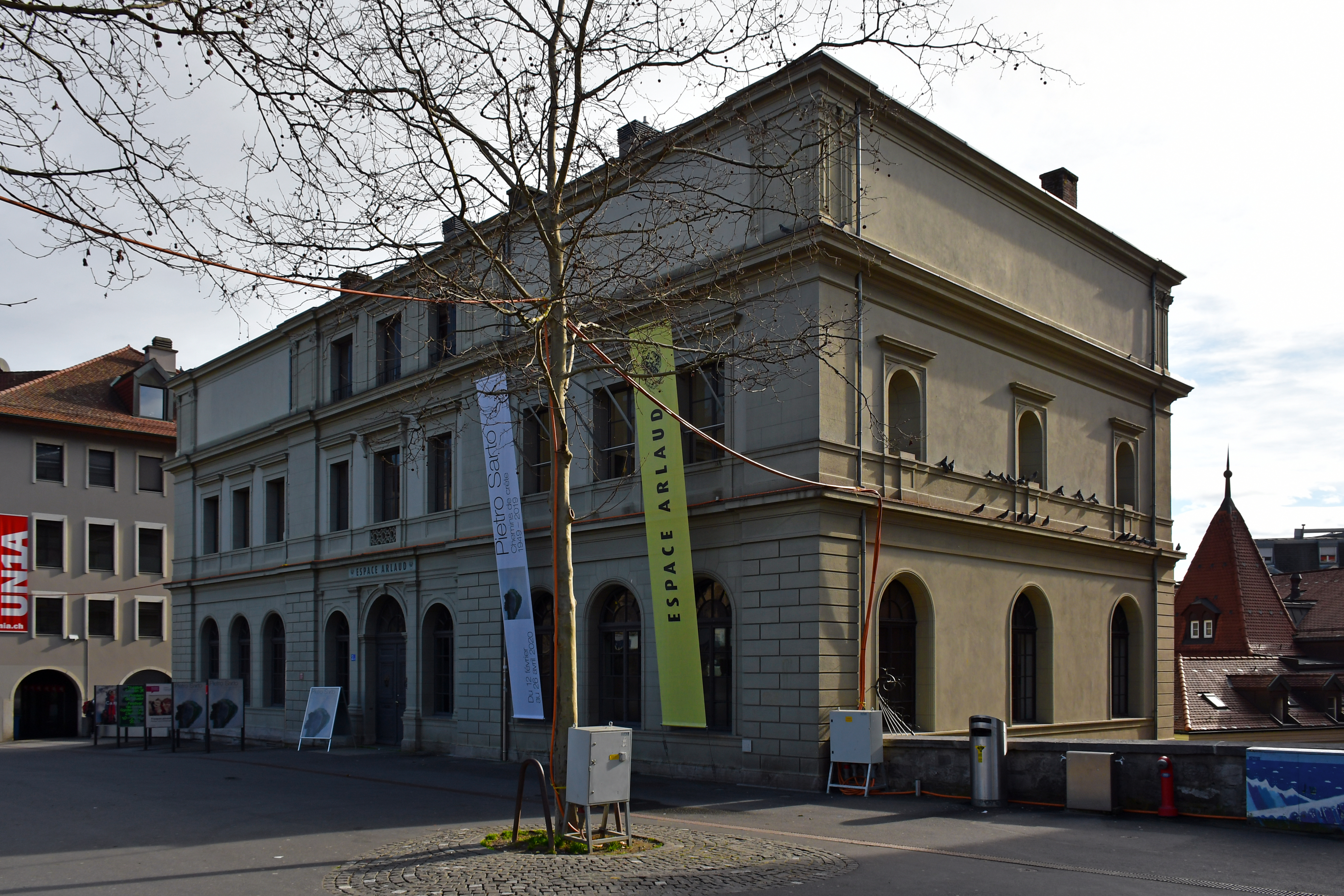
Premier bâtiment du musée (1841), aujourd'hui Espace Arlaud, place de la Riponne
Palais de Rumine (1906), deuxième localisation du musée
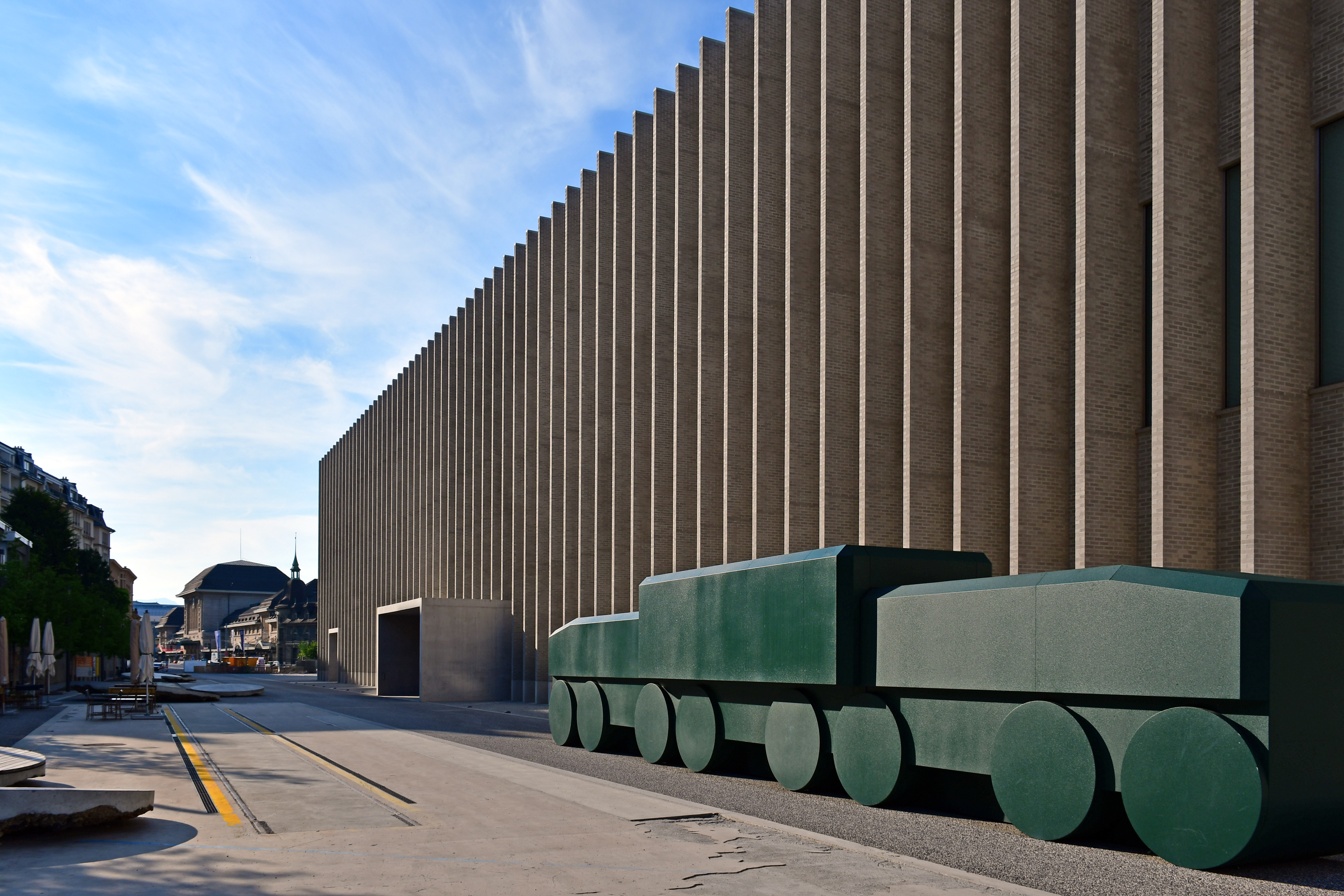
Actuel bâtiment (2019) du musée à la plateforme 10
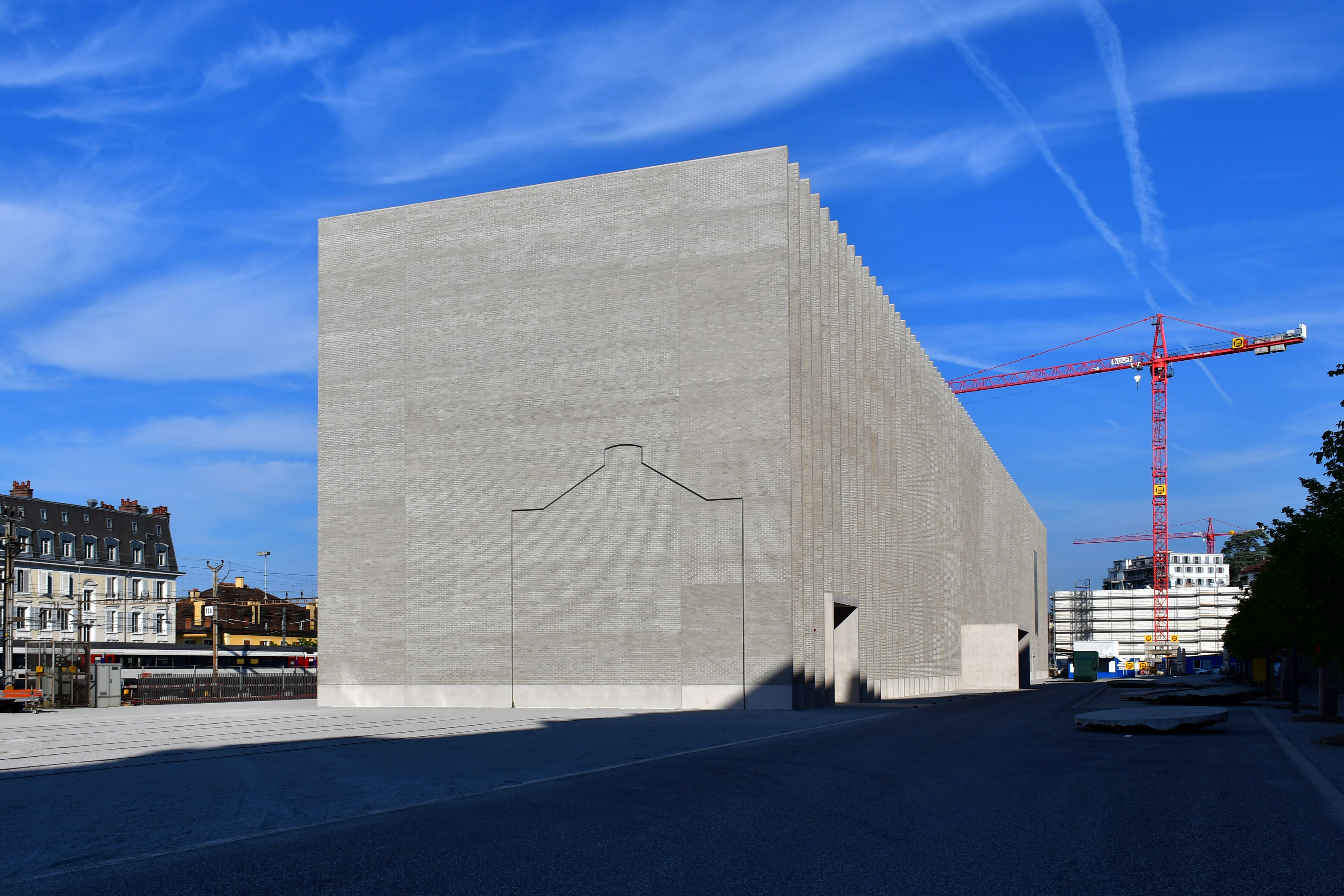
Actuel bâtiment (2019) du musée à la plateforme 10

## Espaces muséographiques

### Accrochage permanent
1 500 m2 sont dédiés à la présentation des collections permanentes, dont l'accrochage d'environ 300 œuvres est périodiquement renouvelé. Au premier étage, quatre salles sont consacrées à l'accrochage d'art ancien et moderne. Au second étage, la même surface accueille des oeuvres de la collection d'art contemporain.

L'accrochage permanent a été pensé autour d'un fil conducteur revendiqué « Voir ici ce qu’on ne voit pas ailleurs ! », l'idée étant de présenter les créations d'artistes d'origine vaudoise (et plus largement de suisse romande) en regard des courants internationaux. Ce parti-pris permet de pleinement valoriser les spécificités des fonds.

Accrochage des collections permanentes d'art ancien et moderne
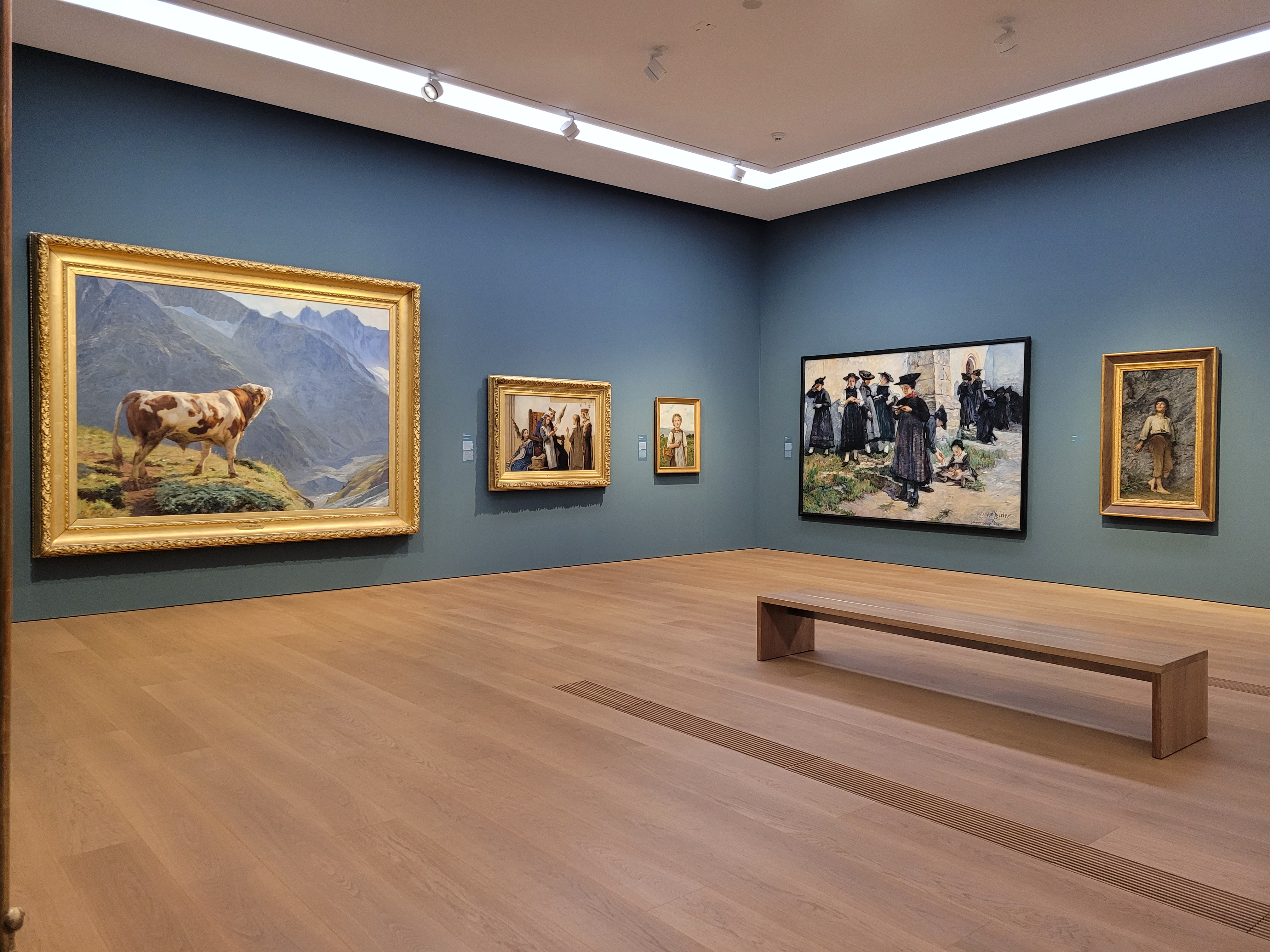
salle 2 : le triomphe du réalisme
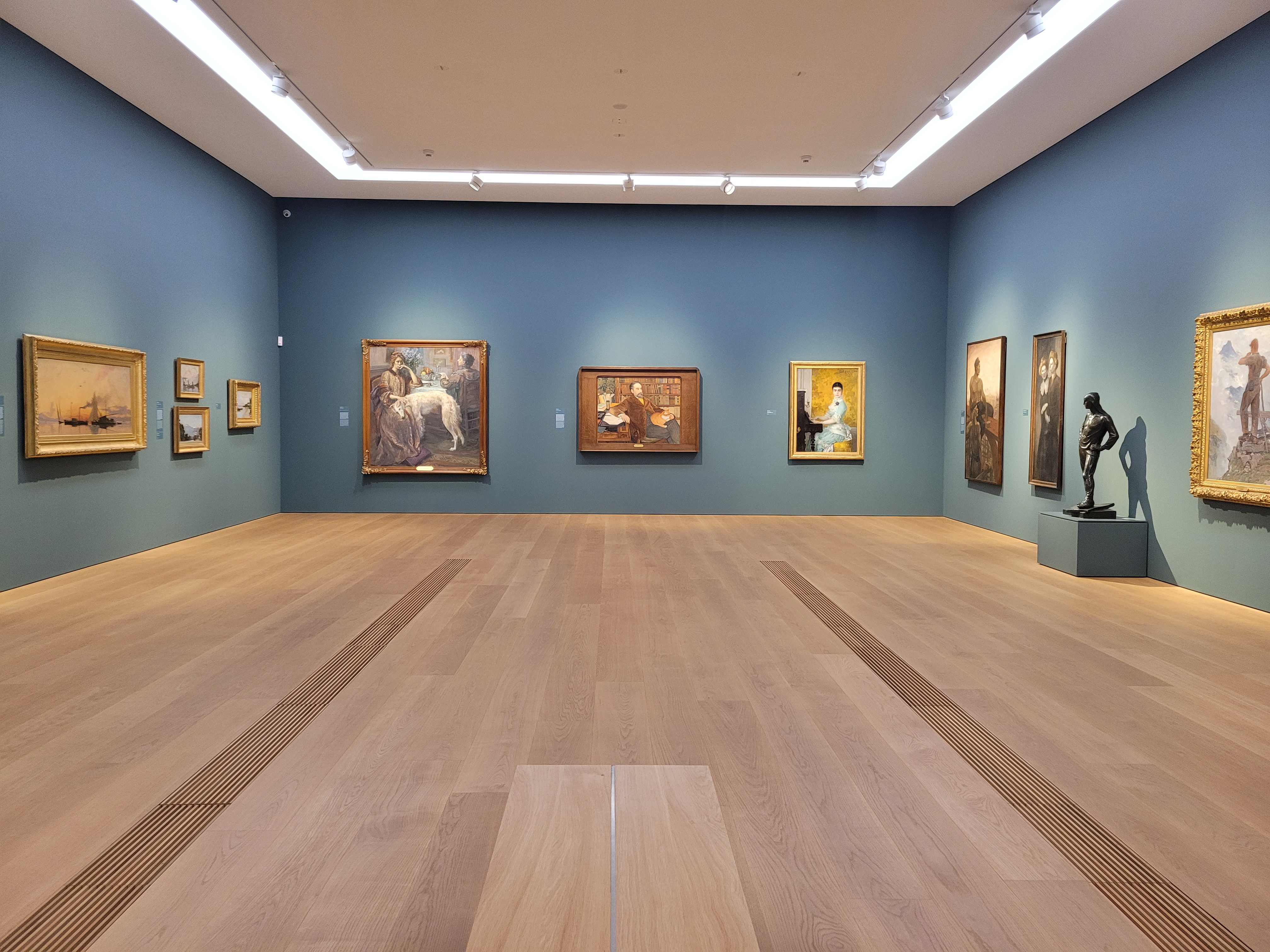
salle 2 : le triomphe du réalisme
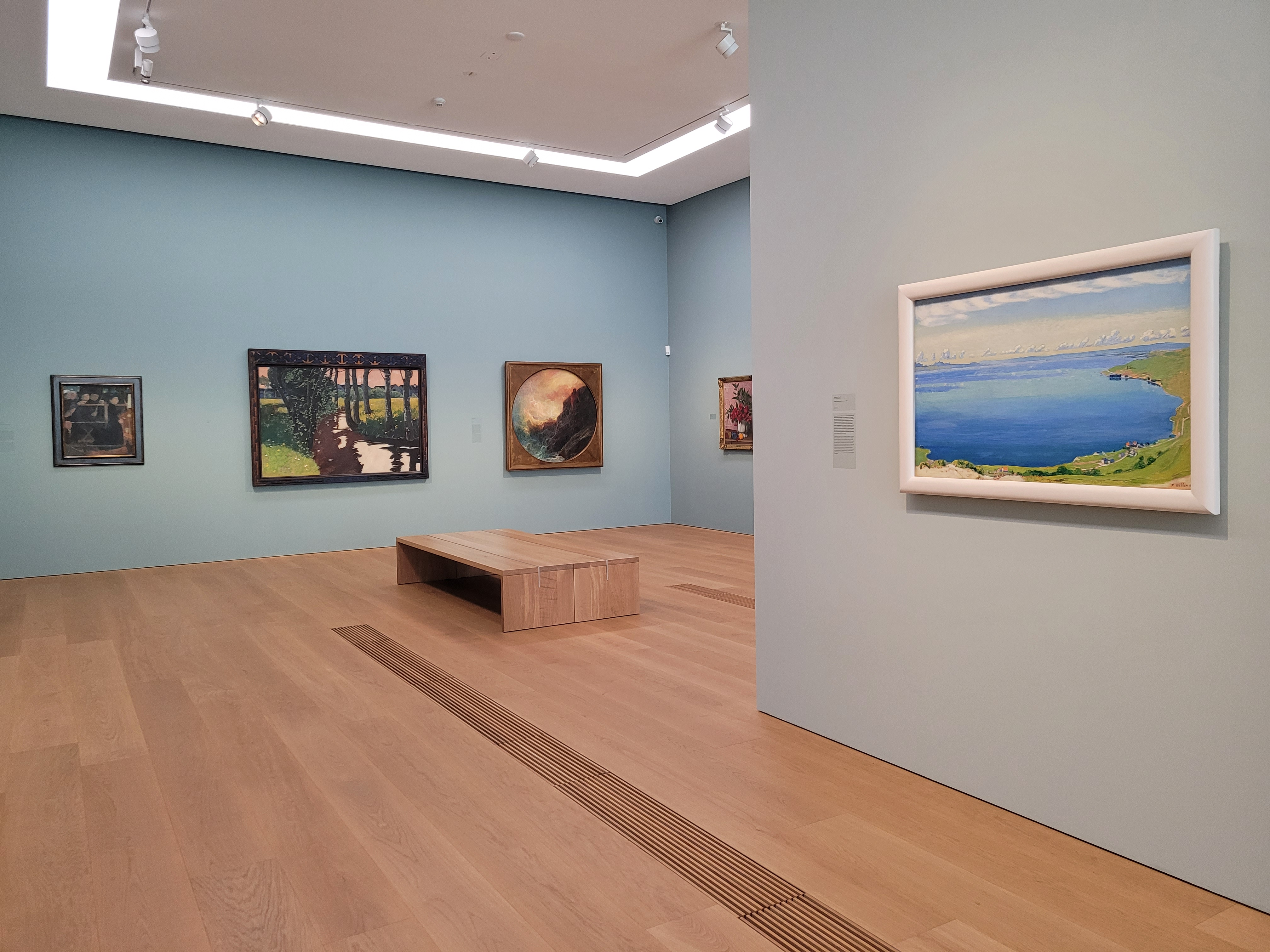
salle 3 : du post-impressionnisme aux avant-gardes

### Espaces d'expositions temporaires
Aux premier et second étages, deux plateaux d'un total de 1 300 m2 permettent d'accueillir des expositions temporaires.
Au rez-de-chaussée, l'« Espace Projet » qui présente une programmation cadencée, tel un laboratoire expérimental en phase avec l’actualité et ouvert tant aux artistes locaux qu’internationaux.
L'« Espace Focus », au deuxième étage, est quant à lui dédié à l’actualité de la vie des collections.

## Collections
En 2019, le Musée cantonal des Beaux-Arts conserve plus de 10 000 œuvres. Ses collections se sont constituées par des achats, mais aussi par des dons et des dépôts à long terme d'organismes cantonaux et nationaux, parmi lesquels la Société vaudoise des beaux-arts, la Fondation Gottfried-Keller et la Confédération suisse. Des legs et des dons privés contribuent à l'enrichissement régulier des fonds du musée.
La réputation du Musée, au niveau national et international, repose sur cinq grands fonds monographiques liés à des artistes originaires de Lausanne ou de ses environs : Abraham-Louis-Rodolphe Ducros (1748-1810), Charles Gleyre (1806-1874), Théophile Alexandre Steinlen (1859-1923), Félix Vallotton (1865-1925) et Louis Soutter (1871-1942).

### Art ancien et moderne
L'accrochage permanent présente un petit ensemble d'œuvres des XVIe et XVIIe siècles. L'une des périodes d'excellence de la collection concerne la fin du XVIIIe siècle, autour notamment des œuvres de Abraham-Louis-Rodolphe Ducros et de Jacques Henri Sablet, deux artistes vaudois qui se sont durablement établis en Italie. À Rome, Ducros se spécialise dans les vues des monuments antiques et des sites pittoresques, tandis que Sablet réalise des portraits de groupe en plein air et des scènes populaires.
Pour le siècle suivant, l'œuvre de Charles Gleyre constitue un autre point fort de la collection, le musée possédant de nombreuses peintures de cet artiste originaire du canton de Vaud mais ayant effectué l'essentiel de sa carrière à Paris. 
La constitution d'un art national helvétique au cours du XIXe siècle est illustré par des œuvres des genevois François Diday et Alexandre Calame, ainsi que par celles des peintres Eugène Burnand, Frédéric Rouge, Albert Anker et François Bocion
La période fin-de-siècle et les différents courants post-impressionnistes sont bien représentés dans la collection, autour de l'œuvre du nabis Félix Vallotton, de Théophile Alexandre Steinlen et des peintures d'Ernest Biéler. 
Les avant-gardes suisses de la première moitié du XXe siècle sont représentées par Gustave Buchet, Giovanni Giacometti et Cuno Amiet.
En matière de sculpture, le musée possède quelques œuvres de Rodin et de Bourdelle, et un ensemble d'Alberto Giacometti. En mai 2025, le musée a reçu un dépôt à long terme par un collectionneur privé de dix-sept sculptures de cet artiste grison, devant ainsi l'institution publique de Suisse romande présentant le plus grand nombre d'œuvres de Giacometti. 

### Art contemporain
Les collections d’art moderne et contemporain regroupent des œuvres majeures du tachisme, de l'expressionnisme abstrait, de l’art informel et du Nouveau Réalisme avec des œuvres d'artistes comme Marcel Broodthaers, Géula Dagan, Rolf Iseli, Tadeusz Kantor, Charles Rollier, Daniel Spoerri ou Maria Helena Vieira da Silva. La figuration expressive est largement représentée dans les collections avec des œuvres de Günther Brus, Luciano Castelli, Miriam Cahn, Martin Disler, Leiko Ikemura, François Jousselin, Arnulf Rainer, Jean Revol, Klaudia Schifferle, et Jean-Frédéric Schnyder parmi d'autres.
Dans les années 1990-2010, le musée met l’accent sur l’acquisition de pièces majeures d’artistes internationaux comme Christian Boltanski, Tom Burr, Sophie Calle, Alfredo Jaar, Nalini Malani, Bruce Nauman, Jim Shaw tout en continuant la représentation d'artistes du canton de Vaud comme Jean-Luc Manz, Alain Huck, Fabrice Gygi, Silvie Defraoui, Philippe Decrauzat, Didier Rittener, Denis Savary, Annaïk Lou Pitteloud et Anne-Julie Raccoursier.

## Expositions
Le Musée cantonal des Beaux-Arts présente un programme d’expositions temporaires. Il propose en alternance des expositions monographiques ou thématiques, valorisant art ancien et moderne ou création contemporaine.
Depuis 2002, le cycle [Accrochages] réunit chaque hiver les œuvres d'artistes contemporains vivant ou travaillant dans le canton de Vaud. Un jury ad hoc, différent chaque année, sélectionne une cinquantaine d’œuvres sur libre présentation. Parmi les lauréats, on trouve des artistes suisses contemporains comme Robert Ireland, Bernard Voïta, Yves Mettler, David Hominal, Anne-Julie Raccoursier, Jean Crotti, Elisabeth Llach, Pauline Boudry, Luc Aubort ou Lukas Beyeler. 
Dans le nouveau musée, la scène contemporaine bénéficie d'une nouvelle plateforme : dès 2020, le MCBA inaugure Jardin d’Hiver, exposition biennale sous la forme d’un appel à projets sur invitation. Confiée sur concours à un commissaire externe, chaque édition a pour objectif non seulement de soutenir les artistes de la région et de les faire connaître en les exposant, mais aussi de varier les regards posés sur la création vaudoise en permettant à une personnalité extérieure au MCBA d’intervenir en ses lieux.

## Structure administrative

### Fondation de droit public
Le musée est géré par une fondation de droit public, la Fondation du Musée cantonal des Beaux-Arts de droit public, dont le rôle est d'assurer l'organisation, l'administration et le développement de l'établissement. Élaborée en 2014, la loi décidant de cette nouvelle forme juridique est entrée en vigueur en 2018. Dans ce cadre, l'État vaudois a transféré l’usage des biens culturels meubles, y compris les droits de propriété intellectuelle afférents, qui avaient été gérés ou acquis par le musée. 

### Direction du musée
- 1856-1868 : Godefroy de Blonay
- 1868-1886 : Léon de La Cressonnière
- 1894-1935 : Émile Bonjour
- 1935-1951 : Jean Descoullayes
- 1951-1962 : Ernest Manganel
- 1962-1981 : René Berger
- 1981-1991 : Erika Billeter
- 1991-2001 : Jörg Zutter
- 2001-2006 : Yves Aupetitallot
- 2006-2007 : Catherine Lepdor (ad interim)
- 2007-2021 : Bernard Fibicher
- Depuis 2021 : Juri Steiner[5]

#### Histoire du musée
- Bernard Fibicher, « Musée cantonal des beaux-arts », dans « Collections cantonales – Héritage en devenir » (Collections cantonales vaudoises) PatrimoineS n° 3, 2018, pp. 18–31.
- Christine Giacomotti et Catherine Lepdor, 1906–2006. Cent ans d'expositions au Musée cantonal des beaux-arts de Lausanne, Lausanne, Musée cantonal des beaux-arts, 2007, 140 p. (ISBN 2-940027-52-8)
- Julia Genechesi, Philippe Kaenel, Olivier Meuwly et Lionel Pernet, Le Musée cantonal, 1818-2018 : histoires et enjeux des musées encyclopédiques, Lausanne, Bibliothèque historique vaudoise, 2021, 208 p. (ISBN 978-2-88454-150-3)
- Philip Jodidio, Musée cantonal des beaux-arts Lausanne : architecture, art, Lausanne, Musée cantonal des beaux-arts, 2019, 223 p. (ISBN 978-0-8478-6748-6)

#### Collections
- Collectif, Guide de la collection, Lausanne, Zurich, Musée cantonal des Beaux-Arts de Lausanne, Scheidegger & Spiess, 2020
- Frédéric Elsig (dir.), De la Renaissance au Romantisme : peintures françaises et anglaises du Musée cantonal des Beaux-Arts de Lausanne, Lausanne, Musée cantonal des beaux-arts, 2013, 128 p. (ISBN 978-2-940027-65-1). Catalogue de l'exposition Raisons et sentiments, le XVIIIe siècle dans les collections du Musée, 28 juin - 22 septembre 2013.
- Frédéric Elsig (dir.), Peintures des écoles du Nord (XVIe - XVIIIe siècles) : collections du Musée des Beaux-Arts de Lausanne, Lausanne, Musée cantonal des beaux-arts, 2007, 112 p. (ISBN 978-2-940027-55-2). Catalogue de l'exposition Du Nord. Collections du XVe Siècle à Nos Jours, 19 octobre 2007 - 6 janvier 2008.
- Nicole Schweizer (dir.), Interactions fictives : l'art vidéo dans les collections du Musée cantonal des Beaux-Arts de Lausanne, Lausanne, Musée cantonal des beaux-arts, 2004 (ISBN 978-2-940027-48-4)
- Dominique Radrizzani (dir.), L'attrait du trait : dessins anciens et modernes de la collection, Lausanne, Musee cantonal des Beaux-Arts, 2001, 118 p. (ISBN 2-940027-35-8)
- Jörg Zutter, Catherine Lepdor et Patrick Schaefer, Musée cantonal des beaux-arts, Lausanne, Zürich, Genève, SIK-ISEA, BNP Paribas, 1998 (ISBN 3-908184-59-2)
- Mauro Natale (dir.), Peintures et sculptures italiennes et espagnoles : collections du Musée cantonal des beaux-arts de Lausanne, Lausanne, Musée cantonal des beaux-arts, 1998, 80 p. (ISBN 2-940002-72-X)
- Erika Billeter (dir.), Sculptures du Musée cantonal des beaux-arts Lausanne : œuvres choisies, Lausanne, Musée cantonal des beaux-arts, 1990, 158 p.